# Муралинское сельское поселение
Муралинское сельское поселение — муниципальное образование в Кайбицком районе Татарстана.

## География
Муралинское сельское поселение граничит с Большерусаковским, Бурундуковским, Кулангинским, Кушманским, Фёдоровским сельскими поселениями и Апастовским муниципальным районом.
По территории поселения проходит автодорога, соединяющая районный центр Большие Кайбицы со станцией Куланга.

## История
Образовано в соответствии с законом Республики Татарстан от 31 января 2005 г. № 25-ЗРТ «Об установлении границ территорий и статусе муниципального образования „Кайбицкий муниципальный район и муниципальных образований в его составе“ (с изменениями от 29 декабря 2008 г.)».

## Население
| 2010 | 2011 | 2012 | 2013 | 2014 | 2015 | 2016 |
| ---- | ---- | ---- | ---- | ---- | ---- | ---- |
| 535  | ↘534 | ↘519 | ↘513 | ↗516 | ↗526 | ↘512 |
| 2017 | 2018 |      |      |      |      |      |
| ↘506 | ↘493 |      |      |      |      |      |

## Населённые пункты
В состав поселения входит 2 населённых пункта:
- село Мурали
- посёлок Большая Куланга

## Инфраструктура
Адрес администрации: 422321, РТ Кайбицкого района, с. Мурали, ул. Центральная д. 63.